# التدريب على التنقل
يشير مصطلح التدريب على التنقل أو التدريب على السفر إلى البرامج التعليمية المصممة لتدريب الطلاب ذوي الإعاقات الفكرية والتنموية على إيجاد الطرق في المناطق الحضرية لاستخدام وسائل النقل العام. ويُوصف تدريب السفر عمومًا بأنه "برنامج يقدم تعليمات في مهارات السفر للأفراد ذوي أي إعاقة باستثناء ضعف البصر". وبدءًا من أواخر الخمسينيات كجزء من لجنة حقوق الإنسان، تم إضفاء الطابع الرسمي على أول برنامج تدريب على السفر لاحقًا مع إدارة التعليم في مدينة نيويورك في السبعينيات.
غالبًا ما يرتبط هذا النهج، مثل مركز لجنة حقوق الإنسان في مدينة نيويورك الذي انبثق منه، بحركة الأسرة. يوفر التدريب على السفر مهارات انتقالية بين أنشطة الحياة اليومية في المنزل والتعليم المهني للعمل. وقد انتشر هذا التدريب، الذي يركز على التكامل المجتمعي، منذ ذلك الحين من خلال برامج مستقلة متنوعة على الصعيد الدولي، ويخدم مجموعة واسعة من الفئات العمرية.

## الأصل في مدينة نيويورك
نشأ التدريب على السفر من دراسات جديدة أجراها مجلس موارد الصحة بين الإدارات في ولاية نيويورك والتي سلطت الضوء على العديد من الأفراد الذين يعيشون في المنزل بعد التخرج والذين لم يتمكنوا من رعاية أنفسهم، ونشرت تقريرها النهائي في عام 1959. يعني ارتفاع عدد ركاب وسائل النقل العام في مدينة نيويورك أنه يمكن اتباع نهج متخصص في مجال التنقل هناك.
في عام 1961، أنشأ مجلس التعليم في مدينة نيويورك مركزًا للتدريب المهني "لتدريس مهارات العمل والمهارات الاجتماعية للطلاب ذوي الإعاقات التنموية المتوسطة إلى الشديدة". أصبح من الواضح أن الطلاب لم يستخدموا الخدمات لأن المدينة لم توفر وسائل النقل إلى المراكز، وتم الاعتراف بالحاجة إلى التدريب على السفر.

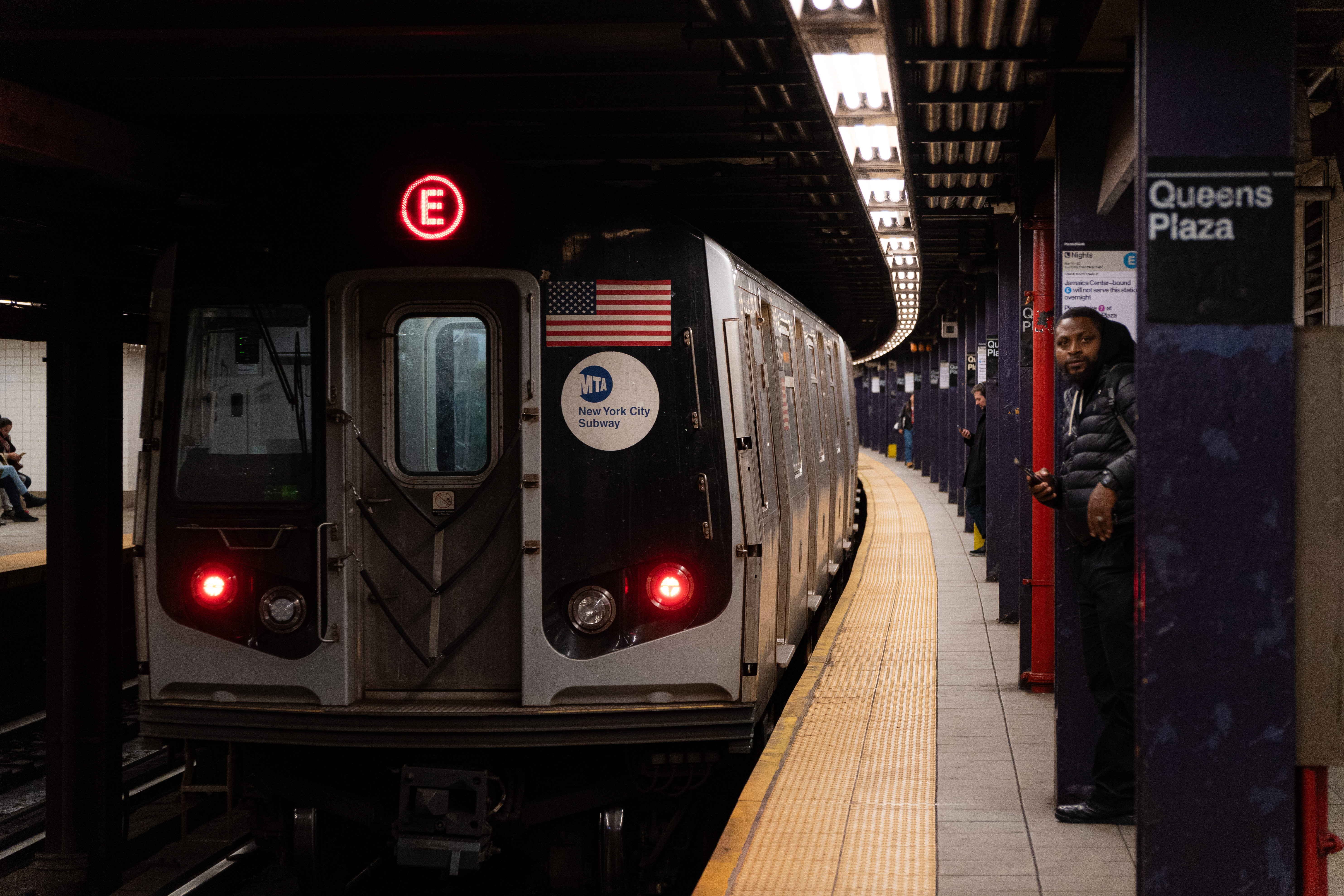
يعد مترو أنفاق مدينة نيويورك أمرًا حيويًا للتنقل في المدينة.

مع قلة الخيارات المتاحة، بدأ الآباء يطالبون بمزيد من الموارد والفرص لأطفالهم. قادت هذه الحركة لجنة حقوق الإنسان والحقوق المدنية، التي تأسست عام 1949 كمنظمة يقودها الآباء للدفاع عن الأفراد ذوي الإعاقات النمائية. بين عامي 1959 و1962، أنشأت اللجنة مركزًا للتدريب المهني النهاري، مصممًا لتوفير هذه الفرص. ركز المركز على التكامل المجتمعي بدلًا من "العيش المستقل"، وشمل المساعدة في التدريب على السفر، والرعاية الذاتية، والعمل المربح، والتعليم الأكاديمي. في عام 1961، أنشأت هيئة التعليم في مدينة نيويورك مركزًا للتدريب المهني "لتعليم مهارات العمل والمهارات الاجتماعية للطلاب ذوي الإعاقات النمائية المتوسطة إلى الشديدة".
إلى جانب قانون تعليم الدفاع الوطني لعام 1958 وقانون التعليم الابتدائي والثانوي لعام 1965، بالإضافة إلى تخصيص إدارة كينيدي للأموال لتعليم الأشخاص ذوي الإعاقات الذهنية، بدأت المدارس العامة في مدينة نيويورك في التعاون مع مشروع البحث في المناهج الدراسية التابع لمكتب التعليم بالولايات المتحدة. في عام 1970، أنشأت وزارة التعليم في مدينة نيويورك برنامج التدريب على السفر الرسمي الخاص بها من خلال التعاون مع مكتب الأطفال ذوي النمو العقلي المتأخر ومكتب أبحاث المناهج الدراسية. زاد دعم التدريب على السفر في التسعينيات مع قانون الأمريكيين ذوي الإعاقة وقانون تعليم الأفراد ذوي الإعاقة. فرض قانون الأمريكيين ذوي الإعاقة أنظمة النقل العام التي يمكن الوصول إليها وخدمات النقل شبه العام. ألزم قانون تعليم الأفراد ذوي الإعاقة المدارس العامة بتوفير خدمات انتقالية للطلاب ذوي الإعاقة.
لقد دعم هذا البرنامج العديد من التحولات التي شهدتها إدارة التعليم في نيويورك، ويعمل اليوم تحت إشراف المنطقة 75 على مستوى المدينة لخدمة طلاب التعليم الخاص.

## نظرية تدريب السفر
يُقدَّم تدريب السفر بطريقة شاملة وفردية من قِبَل مُدرِّب مُرشد. تعتمد القدرة على السفر بشكل مستقل على تطوير مهارات مُعينة، وعادةً ما يستغرق الأمر من 13 إلى 15 يومًا. ووفقًا لباتريشيا جيه. فورهيس في مقال نُشر عام 1996، هناك سبع مراحل تعليمية للأشخاص ذوي الإعاقات المعرفية. يبدأ البرنامج بتقييم:
قبل أن يبدأ تدريب السفر، يقوم مدرب السفر بتحديد نقاط القوة والضعف لدى الطالب، وتقييم مقدار الدعم الذي يمكن للطالب أن يتوقعه من والديه أو الأوصياء عليه، ومراجعة مسار السفر لتحديد مدى إمكانية السفر إلى وجهة محددة.
تكتب بيجي جروس، رائدة تدريب السفر والمديرة منذ فترة طويلة لمكتب تدريب السفر في المنطقة 75:
يُعلّم التدريب على الحركة الهادفة الطالب مهارات أساسية، مثل التنقل داخل مبنى المدرسة بشكل مستقل، واستخدام الهاتف، وحمل المفاتيح واستخدامها بشكل صحيح، وطلب المساعدة، والوعي بالبيئة المحيطة. يُجرى هذا التدريب قبل بدء التدريب الفعلي على السفر.
بعد التقييم، يتم تعريف الطالب بالمتغيرات التي سيواجهها على طول مسار سفره المحدد. ثم يراقب المدربون الطالب للتأكد من فهمه لهذه العوامل والمهارات. في المرحلة الثالثة، يواجه الطلاب سيناريوهات الطوارئ المحتملة وطرق التعامل معها. في المراحل التالية، يختفي شبح المدرب ببطء، ويقترب رجال الشرطة بملابس مدنية ومدربو السفر الآخرون من الطلاب كغرباء لاختبار معرفتهم بالمشاركة. وأخيرًا، يراقب المدربون طلابهم من حين لآخر وبشكل سري لضمان نجاحهم. وقد عارض الآباء القلقون في البداية هذا الأسلوب من التدريب على التحرر التدريجي من المسؤولية. ومع ذلك، فقد أثبت البرنامج نفسه في النهاية، حيث اختار طلابه الأوائل بعناية لإظهار فعالية التدريب الفردي. تتوفر التقارير الوصفية المبكرة لهذه التدريبات الأولى في نيويورك في أرشيف بيجي جروس في كلية ستاتن آيلاند.
تطورت منهجية التدريب على السفر تطورًا كبيرًا نتيجة تعاون مركز أبحاث السرطان في كولومبيا البريطانية مع مكتب أبحاث المناهج. ومن هذا التعاون، انبثق مبدأ أن الحياة تكمن في "المنزل والمجتمع والمراكز المجتمعية وأماكن العمل، وأن الحياة الهادفة تتضمن اكتساب الكرامة والمشاركة والمساهمة في المجتمع المحيط". كان البرنامج مختلفًا بشكل ملحوظ عن برنامج لجنة حقوق الإنسان. تميز المنهج "بتدرجه المنظم من سيناريوهات بسيطة ومألوفة إلى بيئات أكثر تعقيدًا وأوسع نطاقًا، بما يتماشى مع سياق الحياة المدرسية"، وركز على تحليل المهام والتخطيط. في المقابل، كان برنامج لجنة حقوق الإنسان موجهًا نحو مساعدة الطلاب على الحصول على وظائف.

## الانتشار
منذ سبعينيات القرن العشرين، انتشر تدريب السفر على نطاق أوسع، في جميع أنحاء الولايات المتحدة وخارجها. بدعم من إدارة النقل الفيدرالية، بدأت مؤسسة أختام عيد الفصح الخيرية في الولايات المتحدة مشروع "آكشن" في عام 1988 للبدء في معالجة فجوة النقل من خلال وسائل مختلفة لزيادة إمكانية الوصول. بعد إقرار قانون الأمريكيين ذوي الإعاقة لعام 1990، سمح المزيد من التمويل الفيدرالي باستكشاف تدريب السفر على نطاق أوسع، بما في ذلك في منطقة خليج سان فرانسيسكو. بدأ مشروع آكشن التابع لـ مؤسسة أختام عيد الفصح الخيرية في الولايات المتحدة لاحقًا برنامجًا لإصدار شهادات مدرب السفر في جميع أنحاء الولايات المتحدة، والذي بدأ بعد دراسة أجريت عام 1997 مع باحثين من جامعة غرب ميشيغان.
انتشر التدريب على السفر إلى المملكة المتحدة في العقد الأول من القرن الحادي والعشرين، مع نشر دليل من قبل وزارة النقل في عام 2011. وقد تم اعتماده في العديد من المناطق من خلال المقاولين مثل مجموعة آتش سي تي السابقة من خلال سند التأثير الاجتماعي ومن خلال الممولين من القطاعين العام والخاص مثل مؤسسة موتابيلتي من خلال منح السفر بثقة. وشملت الجهود المبذولة في المملكة المتحدة أيضًا برامج لكبار السن.
وقد دعمت المفوضية الأوروبية الأبحاث المتعلقة بجهود تدريب السفر في جميع أنحاء القارة من خلال منافذ+، بالتنسيق مع بوليس، وهي شبكة إقليمية تركز على التنقل النشط.
مدرسة ذوي الاحتياجات الخاصة في اليابان تركز النظام على التدريب على السفر، وعادةً ما يتم تدريسه للطلاب في سن أصغر من سنهم في الولايات المتحدة.

## روابط خارجية
- برنامج تدريب السفر للمنطقة 75 (مدينة نيويورك)
- برنامج شهادة مدرب السفر (مشروع أختام عيد الفصح الخيرية في الولايات المتحدة)
- NYDR-04: مجموعة مارغريت م. "بيغي" غروس